# کوین بیشاپ
کوین بیشاپ (به انگلیسی: Kevin Bishop) (زاده ۱۸ ژوئن ۱۹۸۰) بازیگر انگلیسی است.
از فیلم‌های معروف او می‌توان به بازی در فیلم عروسک‌های روسی و آپارتمان اسپانیایی اشاره کرد.